# Ісламорада (Флорида)
Ісламорада (англ. Islamorada) — селище (англ. village) в США, в окрузі Монро штату Флорида. Населення — 7107 осіб (2020).

## Географія
Ісламорада розташована за координатами 24°58′59″ пн. ш. 80°32′40″ зх. д. / 24.98306° пн. ш. 80.54444° зх. д. (24.983080, -80.544357).  За даними Бюро перепису населення США в 2010 році селище мало площу 16,97 км², з яких 16,65 км² — суходіл та 0,32 км² — водойми.

### Клімат
| Клімат : Ісламорада     | Клімат : Ісламорада | Клімат : Ісламорада | Клімат : Ісламорада | Клімат : Ісламорада | Клімат : Ісламорада | Клімат : Ісламорада | Клімат : Ісламорада | Клімат : Ісламорада | Клімат : Ісламорада | Клімат : Ісламорада | Клімат : Ісламорада | Клімат : Ісламорада | Клімат : Ісламорада |
| Показник                | Січ.                | Лют.                | Бер.                | Квіт.               | Трав.               | Черв.               | Лип.                | Серп.               | Вер.                | Жовт.               | Лист.               | Груд.               | Рік                 |
| Абсолютний максимум, °C | 31                  | 31                  | 32                  | 34                  | 34                  | 36                  | 36                  | 37                  | 37                  | 34                  | 32                  | 32                  | 37                  |
| Середній максимум, °C   | 24                  | 24                  | 26                  | 28                  | 29                  | 31                  | 32                  | 32                  | 31                  | 29                  | 27                  | 24                  | 28                  |
| Середня температура, °C | 20,6                | 20,6                | 21,9                | 24,4                | 25,8                | 28,1                | 29,2                | 29,2                | 28,1                | 25,8                | 24,2                | 21,4                | 24,9                |
| Середній мінімум, °C    | 19,4                | 19,4                | 20,6                | 21,7                | 22,8                | 23,9                | 24,4                | 24,4                | 23,9                | 22,8                | 20,6                | 20,0                | 22,0                |
| Абсолютний мінімум, °C  | 2                   | 4                   | 4                   | 11                  | 17                  | 18                  | 21                  | 19                  | 19                  | 14                  | 6                   | 2                   | 2                   |
| Норма опадів, мм        | 62.7                | 49                  | 54.4                | 50.5                | 94.7                | 175.3               | 82                  | 132.1               | 170.7               | 137.2               | 78.2                | 51.4                | 1138                |
| ----------------------- | ------------------- | ------------------- | ------------------- | ------------------- | ------------------- | ------------------- | ------------------- | ------------------- | ------------------- | ------------------- | ------------------- | ------------------- | ------------------- |
| Джерело: weather.com    |                     |                     |                     |                     |                     |                     |                     |                     |                     |                     |                     |                     |                     |

## Демографія
Згідно з переписом 2010 року, у селищі мешкало 6119 осіб у 2882 домогосподарствах у складі 1673 родин. Густота населення становила 361 особа/км².  Було 5692 помешкання (335/км²).
Расовий склад населення:
| - 96,5 % — білих - 0,7 % — чорних або афроамериканців - 0,6 % — азіатів - 0,4 % — корінних американців - 0,1 % — вихідців з тихоокеанських островів |

До двох чи більше рас належало 1,0 %. Частка іспаномовних становила 9,6 % від усіх жителів.
За віковим діапазоном населення розподілялося таким чином: 13,9 % — особи молодші 18 років, 64,1 % — особи у віці 18—64 років, 22,0 % — особи у віці 65 років та старші. Медіана віку мешканця становила 52,0 року. На 100 осіб жіночої статі у селищі припадало 107,6 чоловіків;  на 100 жінок у віці від 18 років та старших — 109,7 чоловіків також старших 18 років.
Середній дохід на одне домашнє господарство  становив 109 421 долар США (медіана — 58 686), а середній дохід на одну сім'ю — 140 610 доларів (медіана — 76 012). Медіана доходів становила 47 545 доларів для чоловіків та 35 240 доларів для жінок. За межею бідності перебувало 8,8 % осіб, у тому числі 10,0 % дітей у віці до 18 років та 8,1 % осіб у віці 65 років та старших.
Цивільне працевлаштоване населення становило 2972 особи. Основні галузі зайнятості: мистецтво, розваги та відпочинок — 17,3 %, науковці, спеціалісти, менеджери — 15,3 %, освіта, охорона здоров'я та соціальна допомога — 15,2 %.